# Балькявичюс, Йонас Зямвалдас
Йонас Зямвалдас Балькявичюс (лит. Jonas Zemvaldas Balkevičius; 20 апреля 1923, Гудяляй Пандельской волости Рокишкского уезда — 8 декабря 2000, Вильнюс) — литовский языковед.

## Биография
Учился в Каунасской гимназии, учительской семинарии. Преподавал в школах Латвии и Литвы. В 1949 году окончил Каунасский государственный университет. В 1949—1956 годах работал в Каунасском педагогическом училище. Совершенствовался в аспирантуре в Вильнюсском университете. В Вильнюсском университете работал в 1960—1994 годах. Кандидат филологических наук (1963), доцент (1966). Был продеканом историко-филологического (1964—1968), филологического факультета (1968—1975). В 1979—1984 годах был деканом филологического факультета Вильнюсского университета.
Помимо того, что написал ряд научных работ по литуанистике и леттонике, занимался также переводом произведений латышской литературы на литовский язык.

## Научная деятельность
Автор учебника синтаксиса современного литовского языка для изучающих литовскую филологию в высших учебных заведениях „Dabartinės lietuvių kalbos sintaksė“ (1963). Составил латышско-литовский словарь „Latvių-lietuvių kalbų žodynas. Latviešu–lietuviešu vārdnīca“ (совместно с Йонасом Кабелкой; 1977) и литовско-латышский словарь „Lietuviešu-latviešu vārdnīca. Lietuvių-latvių kalbų žodynas“ (совместно с соавторами; 1995). Для литовско-латышского словаря написал краткий очерк грамматики литовского языка („Trumpą lietuvių kalbos gramatika“). В журнале „Gimtasis žodis“ опубликовал очерк латышского языка „Latvių kalba“, предназначенный для желающих изучить его самостоятельно (1993, nr. 1—11).
Издал монографию о синтаксисе предикативных конструкций литовского языка („Lietuvių kalbos predikatinių konstrukcijų sintaksė“, 1998).
Публиковал статьи по вопросам синтаксиса литовского языка и культуре речи.